# Pierre Thurotte
Pierre Désiré Thurotte, dit Pierre Thurotte, né le 28 décembre 1900 à Saint-Quentin (Aisne) et mort le 29 décembre 1984 dans le 17e arrondissement de Paris, est un homme politique français.
D'abord membre des Jeunesses socialistes puis de la Section française de l'Internationale ouvrière (SFIO), il rejoint Parti populaire français et adhère à la politique de Collaboration. Après la guerre, il continue sa carrière politique et devient un soutien l'Algérie française.

## Biographie
Conseiller municipal SFIO de Saint-Quentin entre 1927 et 1933, il est élu délégué à la propagande des Jeunesses socialistes en 1932. Il dépose en 1933 une motion d’union avec les autres organisations de jeunesse révolutionnaires, notamment trotskistes et communistes. Membre suppléant de la Commission administrative (CAP) de la SFIO, il est un militant pacifiste très actif dans les années 1930. Il signe en mars 1933 un appel contre la terreur en Allemagne. En 1937, il quitte la SFIO pour rallier le Parti populaire français (PPF) et prend la parole au deuxième congrès national du PPF au nom des socialistes ayant rejoint le parti (moins nombreux que les communistes). 
On le retrouve sous l'Occupation, membre du bureau politique du PPF, orateur dans les réunions publiques du parti et actif dans l'appareil. Il participe à la mise en place d'une exposition antijuive à Bordeaux.
Après la guerre, il diffuse une lettre confidentielle, soutient l'Algérie française et se fait élire conseiller municipal de Saint-Maur-des-Fossés (Val-de-Marne) en 1959.